# Presidente della Repubblica Ellenica
Il Presidente della Repubblica Ellenica (in greco Πρόεδρος της Ελληνικής Δημοκρατίας?, Proedros tīs Ellīnikīs Dīmokratias) è il capo di Stato della Grecia, garante della Costituzione oltre che dell'indipendenza e dell'integrità della nazione.
Il moderno ruolo di Presidente della Repubblica è stato istituito con la Costituzione del 1975, sebbene figure simili siano state presenti anche nella Seconda Repubblica Ellenica e durante la Dittatura dei colonnelli, e riformato in senso cerimoniale con la modifica costituzionale del 1986. Il Presidente viene eletto dal Parlamento ellenico per un mandato di cinque anni, rinnovabile una sola volta.
La residenza ufficiale è il Palazzo presidenziale di Atene, in precedenza occupato dagli esponenti della famiglia reale greca.
L'attuale Presidente è Konstantinos Tasoulas, in carica dal 13 marzo 2025 e in precedenza Presidente del Consiglio di Stato.

## Elezione
L'elezione e la durata del mandato del capo di Stato sono disciplinate dagli articoli da 30 a 32 della Costituzione. Il Presidente viene eletto per un mandato quinquennale, rinnovabile una sola volta, durante una seduta speciale del Parlamento ellenico, che deve tenersi almeno un mese prima rispetto alla fine del mandato del Presidente uscente.
Per essere eletto il candidato deve ottenere una maggioranza qualificata pari a 2/3 del Parlamento; nel caso in cui non venga raggiunta si terrà una seconda votazione dopo cinque giorni e, nel caso in cui non si raggiunga nuovamente questo risultato, si procederà ad un terzo scrutinio dove però la maggioranza dovrà esser pari o superiore ai 3/5 del Parlamento. Se anche il terzo scrutinio non dovesse produrre un vincitore verrebbe convocata una quarta seduta dove per vincere il candidato dovrebbe ottenere la maggioranza assoluta e, se non si dovesse verificare questa eventualità, verrebbe convocata una quinta seduta dove sarebbe necessaria la maggioranza relativa; in caso di parità, a vincere sarebbe il candidato con il maggior numero di voti nel primo scrutinio.
Il mandato presidenziale, stando all'articolo 30, può essere allungato solo in caso di guerra, fino alla fine di quest'ultima, e nel caso in cui il processo di elezione del nuovo Presidente non venga concluso in tempo.

## Giuramento
Dopo l'elezione il Presidente, prima di assumere la carica, deve prestare giuramento di fronte al Parlamento. La formula è definita dall'articolo 33 paragrafo 2 della Costituzione:

## Funzioni

Variante dello stemma nazionale utilizzata dal Presidente e dalle Forze armate.

Il Presidente è il capo di Stato e il comandante in capo delle Forze armate greche. Insieme all'intero governo, rappresenta lo Stato a livello internazionale e in tale veste è responsabile della dichiarazione di guerra e della ratifica di trattati di pace, alleanza, cooperazione economica e di partecipazione a organizzazioni internazionali. Il Presidente inoltre firma le leggi approvate dal Parlamento entro un mese dalla votazione, attestandone quindi l'autenticità e la correttezza della procedura, per poi disporre la loro pubblicazione in Gazzetta Ufficiale.
Al capo di Stato spetta sia la nomina del Primo ministro oltre che degli altri componenti del governo, sempre su suggerimento del Presidente del Consiglio, sia la revoca delle deleghe di quest'ultimo, e di conseguenza dell'intero governo. Nel caso in cui un governo in carica perda la fiducia parlamentare o decida di dimettersi, il Presidente è incaricato di assegnare un mandato esplorativo per trovare una maggioranza alternativa e formare un nuovo governo. Se questo processo non dovesse avere esito positivo, il capo dello Stato avrebbe il diritto di sciogliere il Parlamento e indire nuove elezioni, nominando un governo di transizione.
In qualità di capo di Stato può anche esercitare la grazia, predisponendo la commutazione, il perdono e la cancellazione di qualsiasi tipo di reato su proposta del Ministro della giustizia e sentito il Consiglio delle grazie.

## Presidenti della Terza Repubblica Ellenica
| Nº  | Presidente (nascita-morte) | Presidente (nascita-morte) | Presidente (nascita-morte)             | Partito | Mandato          | Mandato        | Elezione |
| Nº  | Presidente (nascita-morte) | Presidente (nascita-morte) | Presidente (nascita-morte)             | Partito | Inizio           | Fine           | Elezione |
| --- | -------------------------- | -------------------------- | -------------------------------------- | ------- | ---------------- | -------------- | -------- |
| 1º  |                            |                            | Michaīl Stasinopoulos (1903-2002)      | ND      | 18 dicembre 1974 | 19 luglio 1975 | 1974     |
| 2º  |                            |                            | Kōnstantinos Tsatsos (1899-1987)       | ND      | 19 luglio 1975   | 10 maggio 1980 | 1975     |
| 3º  |                            |                            | Kōnstantinos Karamanlīs (1907-1998)    | ND      | 10 maggio 1980   | 10 marzo 1985  | 1980     |
| —   |                            |                            | Iōannīs Aleuras (1912-1995)            | PASOK   | 10 marzo 1985    | 30 marzo 1985  | —        |
| 4º  |                            |                            | Chrīstos Sartzetakīs (1929-2022)       | Ind.    | 30 marzo 1985    | 4 maggio 1990  | 1985     |
| 5º  |                            |                            | Kōnstantinos Karamanlīs (1907-1998)    | ND      | 5 maggio 1990    | 10 marzo 1995  | 1990     |
| 6º  |                            |                            | Kōnstantinos Stefanopoulos (1926-2016) | RD      | 10 marzo 1995    | 12 marzo 2005  | 1995     |
| 6º  | 2000                       |                            | Kōnstantinos Stefanopoulos (1926-2016) | RD      | 10 marzo 1995    | 12 marzo 2005  |          |
| 7º  |                            |                            | Karolos Papoulias (1929-2021)          | PASOK   | 12 marzo 2005    | 13 marzo 2015  | 2005     |
| 7º  | 2010                       |                            | Karolos Papoulias (1929-2021)          | PASOK   | 12 marzo 2005    | 13 marzo 2015  |          |
| 8º  |                            |                            | Prokopīs Paulopoulos (1950)            | ND      | 13 marzo 2015    | 13 marzo 2020  | 2015     |
| 9ª  |                            |                            | Aikaterinī Sakellaropoulou (1956)      | Ind.    | 13 marzo 2020    | 13 marzo 2025  | 2020     |
| 10º |                            |                            | Kōnstantínos Tasoúlas (1959)           | ND      | 13 marzo 2025    | in carica      | 2025     |